# Tampereen Pyrintö
Le Tampereen Pyrintö est un club finlandais de basket-ball évoluant en Korisliiga, soit le plus haut niveau du championnat finlandais. Le club est basé dans la ville de Tampere. 

## Palmarès
- Champion de Finlande : 2010, 2011, 2014
- Vainqueur de la Coupe de Finlande : 1969, 2013